# Ormosia froesii
Ormosia froesii är en ärtväxtart som beskrevs av Velva Elaine Rudd. Ormosia froesii ingår i släktet Ormosia och familjen ärtväxter. Inga underarter finns listade i Catalogue of Life.